# José Gutiérrez Sobral
José Gutiérrez y Sobral (Siles, 1858-Madrid, 1918) fue un marino, explorador, geógrafo y escritor español.

## Biografía
Sirvió como guardamarina y después marchó a Cuba, en 1878, en el batallón expedicionario número 9 del ejército comandado por Martínez Campos.
Luego viajó a la isla de Fernando Poo, en la goleta Ceres, y ascendió a alférez de navío en febrero de 1880. Tuvo a su mando el torpedero Rayo y el cañonero Concha, con el que hizo un viaje a Fernando Poo y desempeñó misiones en el golfo de Guinea, entre ellas las de reconocer el río Muni y explorar la costa del lugar. Ascendió a teniente de navío en 1888.
Considerado un africanista, fue miembro de la Real Sociedad Geográfica de Madrid. Fue autor de diversas obras y colaboró en prensa en publicaciones periódicas como La Correspondencia de España, Revista Pericial Mercantil, Mundo Naval Ilustrado (1897-1899), Revista de Navegación y Comercio (1896) y Revista General de Marina (1898), entre otras.